# Britta Peters
Britta Peters (* 1967 in Birkenfeld) ist eine deutsche Kuratorin mit Schwerpunkt Kunst im öffentlichen Raum und ist seit Januar 2018 Künstlerische Leiterin von Urbane Künste Ruhr. Sie war Kuratorin der Skulptur Projekte 2017 in Münster und gehört zum Initiativkreis für die Manifesta 16 im Ruhrgebiet.

## Werdegang
Nach dem Studium der Angewandten Kulturwissenschaften an der Universität Lüneburg kuratierte Britta Peters mit „Wilhelmsburger Freitag“ und „Harburger Berge“ zwei Projekte zeitgenössischer Kunst im öffentlichen Raum in Hamburg. Von 2008 bis 2011 war sie Künstlerische Leiterin des Kunstvereins Harburger Bahnhof e.V., von 2010 bis 2012 Kuratorin der Ausstellung „Demonstrationen. Vom Werden normativer Ordnungen“, ein Kooperationsprojekt des Excellenzclusters Normative Order der Goethe-Universität Frankfurt und des Frankfurter Kunstvereins. 2014 realisierte sie die Ausstellung „Krankheit als Metapher. Das Irre im Garten der Arten“ an verschiedenen Orten in Hamburg.
Als Teil des kuratorischen Teams unter der künstlerischen Leitung von Kasper König war sie verantwortlich für die Skulptur Projekte Münster 2017. Daneben arbeitete sie als Kunstkritikerin für verschiedene Zeitungen und Zeitschriften (u. a. Texte zur Kunst, Camera Austria, frieze d/e), veröffentlichte Texte zum Thema Kunst im öffentlichen Raum und hatte von 2015 bis 2017 eine Gastprofessur an der Kunstakademie Münster inne. Peters war Mitglied internationaler Jurys im Bereich Kunst im öffentlichen Raum / Kunst am Bau und trägt regelmäßig auf Fachtagungen vor. Zum 1. Januar 2018 übernahm sie die Künstlerische Leitung von Urbane Künste Ruhr von Katja Aßmann. 2023 wurde ihr Vertrag mit der Kultur Ruhr GmbH bis Ende Oktober 2027 verlängert.

## Skulptur Projekte Münster
Im Januar 2015 ging Britta Peters auf Initiative von Kasper König als Kuratorin für die Skulptur Projekte 2017 nach Münster. Gemeinsam mit Marianne Wagner, Kuratorin für Gegenwartskunst am LWL-Museum für Kunst und Kulturgeschichte, konzipierten sie die fünfte Ausgabe der im Zehnjahres-Rhythmus stattfindenden Skulptur Projekte Münster als konzentrierte Ausstellung mit 35 kontextbezogenen neuen künstlerischen Arbeiten, die sich in einem Radius von vier bis fünf Kilometern um die Münsteraner Innenstadt erstreckte. Neben bildhauerischen Positionen wie Nicole Eisenmans Brunnen „Sketch for a Fountain“, der nach seiner Vandalisierung während der Ausstellung später auf Wunsch von Münsteraner Bürgern als dauerhafte Installation wieder aufgebaut wurde, befanden sich darunter auch performative Arbeiten, von Alexandra Pirici, Xavier Le Roy und Gintersdorfer/Klaßen. Pierre Huyghe verwandelte eine ehemalige Eissporthalle in einen komplexen und lebendigen Organismus.

## Urbane Künste Ruhr
Britta Peters hat für Urbane Künste Ruhr nach 2018 zwei neue Formate entwickelt: den permanenten Skulpturenpfad Emscherkunstweg und die temporäre, regionsübergreifende Ausstellung Ruhr Ding, die in drei thematisch unterschiedlichen Ausgaben 2019 (Ruhr Ding: Territorien), 2021 (Ruhr Ding: Klima) und 2023 (Ruhr Ding: Schlaf) in jeweils verschiedenen Regionen des Ruhrgebiets stattfand.
Außerdem leistet Urbane Künste Ruhr unter Peters‘ Leitung jedes Jahr einen eigenen künstlerischen Beitrag zur Ruhrtriennale. 2022 war dies die skulpturale Installation THE HUDDLE von Katja Aufleger an der Jahrhunderthalle in Bochum, 2023 die Ausstellung My Body Is Not An Island der tschechischen Künstlerin Eva Koťátková in der Kulturkirche Liebfrauen Duisburg. 2024 findet die Gruppenausstellung Landscapes of an Ongoing Past (16.8.-22.9.2024) im Salzlager des UNESCO-Welterbes Zeche Zollverein statt – eine Kooperation von Urbane Künste Ruhr und der Stiftung Zollverein.
Seit dem 3. Juni 2022 betreibt Urbane Künste Ruhr in Gelsenkirchen das Langzeitprojekt Healing Complex (2018–ongoing), das in Zusammenarbeit mit der Künstlerin Irena Haiduk nach dem Vorbild antiker Heilstätten, die Kunst und Heilung miteinander verbanden, entstand und in der ehemaligen Kirche St. Bonifatius in Gelsenkirchen-Erle einen künstlerischen Ort für gemeinsames Arbeiten und Austausch bietet.
Nach ihrer Vertragsverlängerung bei Urbane Künste Ruhr widmet sich Britta Peters seit 2024 verstärkt der Frage nach der Beschaffenheit der öffentlichen Räume im Ruhrgebiet. Um sie künstlerisch zu erforschen, reist Urbane Künste Ruhr mit einem mobilen Ausstellungs- und Aktionsraum im Rahmen der Grand Snail Tour von 2024 bis 2027 in alle 53 Ruhrgebietsstädte. Ergänzend dazu bietet das Programm Zu Gast bei Urbane Künste Ruhr internationalen Künstlern und Kollektiven die Möglichkeit für die Entwicklung recherchebasierter und ortsspezifischer Arbeiten. Die beiden neuen Formate folgen einer experimentellen Logik von Verdichtung und Zerstreuung, Beschleunigung und Entschleunigung.
Als Teil des Initiativkreises war Britta Peters an der erfolgreichen Bewerbung für die Manifesta 16 beteiligt. Die gemeinsame Initiative von Kunstinstitutionen und Kulturschaffenden, u. a. Markus Ambach (MAP Projekte), Inke Arns (Direktorin HMKV), Peter Gorschlüter (Direktor des Museum Folkwang), Heinrich Theodor Grütter (Direktor Stiftung Ruhrmuseum), Stefan Hilterhaus (Künstlerischer Leiter von PACT Zollverein), Olaf Kröck (Intendant Ruhrfestspiele) und Stefanie Reichart (Referatsleitung Kultur und Sport Regionalverband Ruhr) hat den Manifesta-Stiftungsrat mit ihrem Konzept überzeugen können, die europäische Wanderbiennale 2026 im Ruhrgebiet auszurichten.

## Publikationen (Auswahl)
- »Ruhr Ding(e). Territorien, Klima, Schlaf. Künstlerische Neuproduktionen für eine polyzentrische Landschaft« in Barbara Büscher, Elke Krasny, Lucie Ortmann (Hg.): Porös-Werden. Geteilte Räume, urbane Dramaturgien, performatives Kuratieren, Wien (2024)
- Vera Battis-Reese, Carola Geiß-Netthövel, Uli Paetzel, Britta Peters (Hg.): Emscherkunstweg, Berlin (2024)
- »Wie man sich mit Dingen umgibt: Irena Haiduks Healing Complex (2018 ongoing)« in Anton Biebl, Elisabeth Hartung (Hg.): Kunst und Gesellschaft 1972–2022–2072: Von der Kunst für die Olympischen Spiele in München 1972 zu künstlerischen Gestaltungskonzepten des 21. Jahrhunderts (2023)
- »Von der IBA Emscher Park zum Emscherkunstweg: Kunst in der Natur-nahen Landschaft« in Anna Kloke, Heiner Monheim, Ulrich Paetzel (Hg.): Karl Ganser. Integratives Planen und Handeln, Dortmund (2023)
- »Sketch for a Fountain. Nicole Eisenmans Brunnen für die Skulptur Projekte Münster«, im Ausstellungskatalog Nicole Eisenman von Museum Brandhorst, München, und Whitechapel Gallery, London (Hg.) (2023)
- »Den ganzen Kuchen. Ein Plädoyer für die größtmögliche Vielfalt künstlerischer Positionen im öffentlichen Raum« in Tim Rieniets, Matthias Sauerbruch, Jörn Walter (Hg.) urbainable – stadthaltig. Positionen zur europäischen Stadt für das 21. Jahrhundert, Akademie der Künste, Berlin / ArchiTangle GmbH, Berlin (2020)
- Kasper König, Britta Peters, Marianne Wagner (Hg.), Skulptur Projekte Münster 2017, Spector Books, Leipzig (2017)
- »Veröffentlichte Unruhe« im Exzellenzcluster 'Die Herausbildung normativer Ordnungen und Frankfurter Kunstverein' (Hg.): Demonstrationen. Vom Werden normativer Ordnungen, Verlag für Moderne Kunst Nürnberg (2012)
- »Von dem, was verlustig geht – die großen Projekte des Hamburger Programms Kunst im öffentlichen Raum«, in Kunstverein in Hamburg (Hg.): Wir nennen es Hamburg (2008)
- Britta Peters (Hg. im Auftrag der Kulturbehörde Hamburg): 10°Kunst: Wilhelmsburger Freitag, Textem-Verlag, Hamburg (2008)